# Font de la Mare de Déu de Malanyanes
La Font de la Mare de Déu de Malanyanes es troba al Parc de la Serralada Litoral, concretament al torrent de les Teixoneres.

## Història
Alguns mapes la indiquen com a Font de la Pedrera, tot i que a la ceràmica que la presideix consta com a Font de la Mare de Déu de Malanyanes. El topònim Malanyanes també es troba com Malenyanes en bastants indrets. El nom de la capella que hi ha al costat i el del poble de Santa Agnès de Malanyanes, ha anat canviant amb els anys. El 931 es deia Malainanicos i, des de llavors, ha passat per Malaichos, Malannarges, Malanicis, Malanages, Malenyanes (mossèn Mas ho escriu així l'any 1923) i, finalment, Malanyanes.

## Descripció
La font no presenta cap mena de construcció llevat del mur on hi devia haver el broc i on només queda una ceràmica amb un dibuix que mostra la imatge de la marededéu, l'ermita, el mas de Ca l'Alzina i el nom de la font. Unes canonades semisoterrades fan pensar que l'aigua s'ha derivat cap a altres indrets. La humitat que regalima en tot l'entorn fa pensar que la font encara podria rajar. A prop de la font hi ha l'ermita de Santa Maria de Malanyanes i Ca l'Alzina, el qual havia estat un convent de monges.

## Accés
És ubicada a la Roca del Vallès: a 250 metres de l'ermita de Santa Maria de Malanyanes, tot seguint el GR 97.1. Un pal indicador a peu de camí indica el punt d'entrada a la font, uns 25 metres dins de la densa vegetació (sobretot ortigues en el seu inici). Coordenades: x=446536 y=4604962 z=187.